# Joe Colborne
Joseph William Colborne, född 30 januari 1990, är en kanadensisk före detta professionell ishockeyspelare. Colborne draftades i första rundan som 16:e totalt av Boston Bruins vid NHL Entry Draft 2008 men spelade aldrig för dem. Han trejdades till Toronto Maple Leafs 2011 och spelade tre säsonger innan han 2013 trejdades till Calgary Flames. Efter tre säsonger med Flames skrev Colbourne på för Colorado Avalanche inför säsongen 2016-17. Han spelade med Avalanche följande två säsongerna innan en hjärnskakning tvingade honom att lägga av.

## Statistik

### Klubbkarriär
| 2006–07    | Camrose Kodiaks      | AJHL       | 53  | 20 | 28 | 48  | 44  | —  | — | — | — | —  |
| 2007–08    | Camrose Kodiaks      | AJHL       | 55  | 33 | 57 | 90  | 48  | —  | — | — | — | —  |
| 2008–09    | University of Denver | WCHA       | 40  | 10 | 21 | 31  | 24  | —  | — | — | — | —  |
| 2009–10    | University of Denver | WCHA       | 39  | 22 | 19 | 41  | 30  | —  | — | — | — | —  |
| 2009–10    | Providence Bruins    | AHL        | 12  | 5  | 5  | 10  | 8   | —  | — | — | — | —  |
| 2010–11    | Providence Bruins    | AHL        | 55  | 12 | 14 | 26  | 35  | —  | — | — | — | —  |
| 2010–11    | Toronto Marlies      | AHL        | 20  | 8  | 8  | 16  | 8   | —  | — | — | — | —  |
| 2010–11    | Toronto Maple Leafs  | NHL        | 1   | 0  | 1  | 1   | 0   | —  | — | — | — | —  |
| 2011–12    | Toronto Marlies      | AHL        | 65  | 16 | 23 | 39  | 46  | 15 | 2 | 6 | 8 | 8  |
| 2011–12    | Toronto Maple Leafs  | NHL        | 10  | 1  | 4  | 5   | 4   | —  | — | — | — | —  |
| 2012–13    | Toronto Marlies      | AHL        | 65  | 14 | 28 | 42  | 53  | 4  | 0 | 1 | 1 | 2  |
| 2012–13    | Toronto Maple Leafs  | NHL        | 5   | 0  | 0  | 0   | 2   | 2  | 0 | 0 | 0 | 0  |
| 2013–14    | Calgary Flames       | NHL        | 80  | 10 | 18 | 28  | 34  | —  | — | — | — | —  |
| 2014–15    | Calgary Flames       | NHL        | 64  | 8  | 20 | 28  | 43  | 11 | 1 | 2 | 3 | 20 |
| 2015–16    | Calgary Flames       | NHL        | 73  | 19 | 25 | 44  | 27  | —  | — | — | — | —  |
| 2016–17    | Colorado Avalanche   | NHL        | 62  | 4  | 4  | 8   | 34  | —  | — | — | — | —  |
| 2017–18    | San Antonio Rampage  | AHL        | 13  | 2  | 2  | 4   | 4   | —  | — | — | — | —  |
| NHL totalt | NHL totalt           | NHL totalt | 295 | 42 | 72 | 114 | 144 | 13 | 1 | 2 | 3 | 20 |